# Biorbitella costaricana
Biorbitella costaricana är en tvåvingeart som beskrevs av Oswald Duda 1930. Biorbitella costaricana ingår i släktet Biorbitella och familjen fritflugor. Inga underarter finns listade i Catalogue of Life.